# Heian Shodan
Heian Shodan (jap. 平安初段) oder auch Pinan Nidan (平安二段), bestehend aus den Wortteilen Friede (平安 heian) und anfängliche Stufe (初段 shodan) bzw. zweite Stufe (二段 nidan) ist eine Kata (ein stilisierter Kampf gegen imaginäre Gegner) im Karate, die die erste – in einigen Stilrichtungen zweite – einer Reihe von insgesamt fünf Kata namens Heian oder Pinan bildet.
Hier wird die Kata Heian Shodan aus dem Shōtōkan-Stil beschrieben. Diese entspricht (abgesehen von Stilunterschieden) der Kata Pinan Nidan z. B. im Wadō-Ryū, hingegen der Pinan Shodan im Kyokushinkai. Die Kata Pinan Shodan kann also je nach Stil entweder der Kata Heian Shodan oder der Heian Nidan entsprechen.

## Name
Der Name der Reihe 平安, also heian nach japanischer Lesart, stammt ursprünglich aus dem Chinesischen, wo er mit píng'ān transkribiert wird. Daraus entwickelte sich auf Okinawa die Ryūkū-Lesart pinan, die auch heute als Name der Kata-Reihe weit verbreitet ist. Er bedeutet wörtlich Friede, aber auch (innere) Ruhe, Gemütsruhe, Seelenfrieden oder friedlicher Geist.
Shodan 初段 und Nidan 二段 heißen unterste Stufe und zweite Stufe.

## Entwicklung
Weil die alten Meister bis hin ins frühe zwanzigste Jahrhundert nichts aufzeichneten und Karate – vielfach im Geheimen – ausschließlich mündlich und praktisch weitergaben, lassen sich die Ursprünge der Kata heute nicht mehr zweifelsfrei belegen.
Anhand der chinesisch beeinflussten Lesart auf Okinawa, wo die Kata zuerst gelehrt wurde, lässt sich schließen, dass sie chinesischen Ursprunges ist. Auch die recht deutliche Verwandtschaft der Heian-Reihe mit der Kata Kushanku, die nachgewiesenermaßen aus China nach Okinawa kam, bietet ein weiteres Indiz dafür, dass sie entweder aus letzterer entwickelt wurde oder aber einer ähnlichen Quelle auf dem chinesischen Festland entstammt. Die Passai soll ebenfalls als Lieferant von Techniken und Empfindungen gedient haben bei der Entwicklung der Reihe, was bei Betrachtung der Katas durchaus nachvollziehbar ist. Eine weitere Theorie ist, dass die Chanan-Kata (Chiangnan) für die Entwicklung der Heian-Reihe Pate stand. Diese Kata gibt es heute nicht mehr in der ursprünglichen Form und kann damit den Beweis nicht antreten.
Oft wird die Entwicklung der Pinan-Reihe Meister Itosu Ankō zugeschrieben, was jedoch nicht belegt ist. Nakama Chōzo behauptet, dass Itosu die Katas von Nakahara, einem seiner Lehrer, gelernt habe. Bekannt ist, dass Itosu die Reihe systematisiert und für seine Schüler aufgearbeitet hat. Viele Techniken der offenen Hand oder Fingerstiche wurden durch die geschlossene Faust ersetzt. Das verringerte das Verletzungsrisiko der Schüler. Der körperliche Aspekt wurde stärker betont. Diese Veränderungen schufen Bewegungen, die dem westlichen Boxen ähnlich waren, was zur damaligen Zeit eine größere Faszination ausübte als die örtlichen Kampfkünste. Durch diesen Kunstgriff versuchte Itosu, das Interesse der Jugendlichen seiner Zeit zu wecken und die Kunst des Karate vor dem Vergessenwerden bewahren. Auf der Basis von Itosus Arbeit entwickelte Funakoshi Gichin die Reihe weiter.
Er war es auch, der die Reihenfolge änderte. So wurde Pinan Nidan unter Funakoshi zu Heian Shodan, da dieser sie als weniger anspruchsvoll und damit für den Anfänger besser geeignet einschätzte. Heute wird vielfach auch in Stilrichtungen, in denen noch die alte Benennung und damit Reihenfolge gilt, Pinan Nidan trotz ihres Namens als erste Kata noch vor Pinan Shodan gelehrt, da man sich dieser Einschätzung angeschlossen hat.
Eine Vereinfachung und Weiterentwicklung der Heian Shodan ist heute unter anderem im Shōtōkan unter dem Namen Taikyoku Shodan gebräuchlich. Für diese Kata wurde die Zahl der Techniken und Schrittstellungen noch einmal reduziert, um sie für den Anfänger zu vereinfachen. Obwohl diese vielfach offiziell als erste Kata gilt, wird in einigen traditionell orientierten Schulen statt Taikyoku Shodan weiterhin Heian Shodan als erste gelehrt.

## Ziel
Die Kata wird also in den Stilrichtungen, in denen sie verbreitet ist, meist als erste oder als zweite Kata gelehrt und muss je nach Prüfungsordnung vom Kyū-Prüfling meistens für eine der ersten Gürtelprüfungen vorgeführt werden (in der Regel Gelb- oder Orangegurt).

## Inhalt
Diese Kata enthält insgesamt 21 verschiedene Stellungen, Schritte, Angriffs- und Verteidigungstechniken.

### Stellungen (dachi)
- Zenkutsu dachi
- Kokutsu dachi

### Verteidigungstechniken (uke)
- Gedan barai
- Yodan age uke
- Shuto uke

### Angriffstechniken (tsuki)
- Oi tsuki

### Indirekte Angriffstechniken (uchi)
- Tettsui uchi

### Ablauf
| #  | Deutsche Beschreibung                                          | Japanische Begriffe                 |
| -- | -------------------------------------------------------------- | ----------------------------------- |
| 01 | Friede anfängliche Stufe                                       | Kata Heian Shodan                   |
| 02 | Grundstellung (Füße zusammen)                                  | Heisoku-Dachi                       |
| 03 | Verbeugen                                                      | Ritsu-Rei                           |
| 04 | Ansagen der Kata: „Heian Shodan“                               | „Heian Shodan“                      |
| 05 | „Bereit“, Parallelstellung (Schulterbreit)                     | „Yoi“, Heiko-Dachi                  |
| 06 | Lr 90°, LF Vorwärtsstellung, LH Fegeabwehr unten               | Hidari Gedan Barai, Zenkutsu-Dachi  |
| 07 | RF Ausfallschritt, RH mittelhoher Fauststoß                    | Migi Oi Zuki, Zenkutsu-Dachi        |
| 08 | Rr 180°, RF Vorwärtsstellung, RH Fegeabwehr unten              | Migi Gedan Barai, Zenkutsu-Dachi    |
| 09 | RH Hammerfaustschlag                                           | Migi Tettsui Uchi                   |
| 10 | LF Ausfallschritt, LH mittelhoher Fauststoß                    | Hidari Oi Zuki, Zenkutsu-Dachi      |
| 11 | Lr 90°, LF Ausfallschritt, LH Fegeabwehr unten                 | Hidari Gedan Barai, Zenkutsu-Dachi  |
| 12 | RF Ausfallschritt, RH aufsteigender Block oben                 | Migi Age Uke, Zenkutsu-Dachi        |
| 13 | LF Ausfallschritt, LH aufsteigender Block oben                 | Hidari Age Uke, Zenkutsu-Dachi      |
| 14 | RF Ausfallschritt, RH aufsteigender Block oben mit Kampfschrei | Migi Age Uke, Zenkutsu-Dachi, Kiai  |
| 15 | Lr 270°, LF Ausfallschritt, LH Fegeabwehr unten                | Hidari Gedan Barai, Zenkutsu-Dachi  |
| 16 | RF Ausfallschritt, RH mittelhoher Fauststoß                    | Migi Oi Zuki, Zenkutsu-Dachi        |
| 17 | Rr 180°, RF Vorwärtsstellung, RH Fegeabwehr unten              | Migi Gedan Barai, Zenkutsu-Dachi    |
| 18 | LF Ausfallschritt, LH mittelhoher Fauststoß                    | Hidari Oi Zuki, Zenkutsu-Dachi      |
| 19 | Lr 90°, LF Vorwärtsstellung, LH Fegeabwehr unten               | Hidari Gedan Barai, Zenkutsu-Dachi  |
| 20 | RF Ausfallschritt, RH mittelhoher Faustschlag                  | Migi Oi Zuki, Zenkutsu-Dachi        |
| 21 | LF Ausfallschritt, LH mittelhoher Faustschlag                  | Hidari Oi Zuki, Zenkutsu-Dachi      |
| 22 | RF Ausfallschritt, RH mittelhoher Faustschlag mit Kampfschrei  | Migi Oi Tsuki, Zenkutsu-Dachi, Kiai |
| 23 | Lr 270°, LF Rückwärtsstellung, LH Schwerthandblock             | Hidari Shuto Uke, Kokutsu-Dachi     |
| 24 | Schritt Rr 45°, RF Rückwärtsstellung, RH Schwerthandblock      | Migi Shuto Uke, Kokutsu-Dachi       |
| 25 | Rr 135°, RF Rückwärtsstellung, RH Schwerthandblock             | Migi Shuto Uke, Kokutsu-Dachi       |
| 26 | Schritt Lr 45°, RF Rückwärtsstellung, RH Schwerthandblock      | Hidari Shuto Uke, Kokutsu-Dachi     |
| 27 | LF zu RF führen, Parallelstellung (Schulterbreit)              | Heiko-Dachi                         |
| 28 | Grundstellung (Füße zusammen)                                  | Heisoku-Dachi                       |
| 29 | Verbeugen                                                      | Ritsu-Rei                           |

| Legende | Legende           |
| ------- | ----------------- |
| Lr      | linksrum drehen   |
| Rr      | rechtsrum drehen  |
| LF      | linker Fuß vorne  |
| RF      | rechter Fuß vorne |
| LH      | linke Hand vorne  |
| RH      | rechte Hand vorne |

## Embusen
Die Embusen unterscheiden sich je nach Stilrichtung:

Shōtōkan Heian Shodan
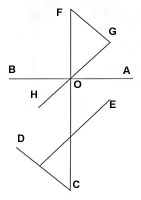
Wadō-ryū Pinan Nidan